# Ruta Estatal de Arizona 73
La Ruta Estatal de Arizona 73, y abreviada SR 73 (en inglés: Arizona State Route 73) es una carretera estatal estadounidense ubicada en el estado de Arizona. La carretera inicia en el Oeste desde la US 60     en Carrizo hacia el Este en la US 260     en Pinetop. La carretera tiene una longitud de 75,3 km (46.79 mi).

## Mantenimiento
Al igual que las autopistas interestatales, y las rutas federales y el resto de carreteras estatales, la Ruta Estatal de Arizona 73 es administrada y mantenida por el Departamento de Transporte de Arizona por sus siglas en inglés ADOT.